# Hans Darmstadt
Hans Darmstadt (* 3. September 1943 in Halle (Saale)) ist ein deutscher Kirchenmusiker, Komponist und Hochschullehrer.

## Leben und Wirken
Darmstadt absolvierte 1962 die kirchenmusikalische C-Prüfung an der Kirchenmusikschule Schlüchtern. Es folgte 1964 die B-Prüfung an der Kirchenmusikschule in Frankfurt/Main. Nach dem Abitur 1963 am Ulrich-von-Hutten-Gymnasium in Schlüchtern studierte er Erziehungswissenschaften an der Goethe-Universität Frankfurt (1. Staatsexamen) sowie Komposition bei Konrad Lechner (1965–1969) und Günther Becker (1969–1972) Von 1967 bis 1973 wirkte er als Kirchenmusiker in Griesheim. 1969 absolvierte er das A-Examen. 1973 wechselte er als Kirchenmusiker nach Hamburg-Blankenese
Darmstadt wurde 1994 als Kirchenmusikdirektor an die Kirche St. Martin in Kassel berufen. 2006 beendigte er dort seine Tätigkeit und wurde zum Abschied mit der Heinrich-Schütz-Medaille ausgezeichnet. Er lehrte von zudem von 1976 bis 2008 Musiktheorie und Komposition an der Musikhochschule Lübeck. 1992 wurde er zum Professor ernannt. Veröffentlichungen liegen vor als Komponist und Autor.
Sein jüngerer Bruder ist der Cellist und Hochschullehrer Gerhart Darmstadt.